# Sudan
 Ovo je glavno značenje pojma Sudan. Za druga značenja pogledajte Sudan (razdvojba).
Sudan je država u sjeveroistočnoj Africi, po površini treća na kontinentu. Na sjeveroistoku izlazi 853 km dugom obalom na Crveno more, a graniči sa sljedećim zemljama:
- Egiptom na sjeveru,
- Libijom na sjeverozapadu,
- Čadom na zapadu,
- Srednjoafričkom Republikom na jugozapadu,
- Južnim Sudanom na jugu,
- Etiopijom na istoku i
- Eritrejom na istoku.

## Zemljopis
Najveći dio zemlje zauzima visoravan (300 do 1000 m) koju u smjeru sjever-jug presijeca dolina rijeke Nil koja nastaje kod Khartouma spajanjem Bijeloga i Plavoga Nila. Sve sudanske rijeke pripadaju slivu Nila i koriste se za navodnjavanje, plovidbu i kao izvor hidroenergije.
Na sjeveru zemlje nalaze se Libijska i Nubijska pustinja, gotovo bez biljnog pokrova. Na jugu se prostiru savane i tropske močvare, a na istoku, zapadu i krajnjem jugu planine. Najviša točka zemlje je vulkanska kaldera Deriba u gorju Marrah na zapadu zemlje (Darfuru) visoka 3042 m.
Klima je na jugu tropska, a na sjeveru vruća pustinjska. Glavni ekološki problemi su erozija tla i opustinjavanje.

## Povijest
U starom su vijeku u dolini gornjeg Nila, na području između prvog i šestog katarakta tada zvanom i Nubija, postojala tri kušitska i meroetska kraljevstva. Na njih je velik utjecaj izvršila civilizacija Starog Egipta s kojom su se često sukobljavali, ali i trgovali i preuzimali njene kulturne stečevine.
U trećem ili četvrtom stoljeću na područje Sudana proširilo se kršćanstvo, ali sredinom 7. stoljeća sa sjevera dolazi islam koji tijekom sljedećih 1000 godina postaje dominatna vjera. Važna kraljevstva srednjovjekovnog Sudana bila su Makurija i Sennar.
Godine 1820. Sudanom je zavladao susjedni Egipat. Egipatska vlast, a osobito pokušaj ukidanja ropstva u drugoj polovici 19. stoljeća, koji su podupirale zapadne kolonijalne sile, izazvali su veliko nezadovoljstvo Sudanaca pa je 1880-ih izbila pobuna pod vodstvom Muhammada ibn Abdalle (Mahdija) koja je nakon početnih velikih uspjeha okrunjenih osvajanjem Kartuma 1885. i uspostavom države. Ipak ju, britanska ju je vojska 1898. godine ugušila. Formalno kondominij Velike Britanije i Egipta, Sudan je de facto bio pod upravom Britanaca koji su ga podijelili na napredniji arapski sjever i crnački jug koji je prepušten kršćanskim misionarima.
Godinu dana prije stjecanja neovisnosti 1956. na jugu je izbio građanski rat zbog nezadovoljstva tamošnjih kršćana hegemonijom muslimana u političkom i gospodarskom životu zemlje. Mirovni je sporazum postignut 1972. poslije 17 godina borba, ali se rat ponovno rasplamsao 1983. godine nakon što se ukinulo dogovorenu autonomiju juga i uvelo elemente šerijata u sudanske zakone. Od neovisnosti, Sudanom su uglavnom vladali vojni časnici koji su na vlast dolazili državnim udarima. Tijekom 1990-ih ovdje je svoju bazu imao Osama bin Laden. Godine 2003. sukobile su se provladine paravojne postrojbe Janjaweed i nearapski islamski gerilci u istočnoj pokrajini Darfur.
9. siječnja 2005. vlada je potpisala Nairobijski sveobuhvatni mirovni sporazum sa Sudanskim narodnooslobodilačkim pokretom (SPLM) s ciljem okončanja Drugog građanskog rata u Sudanu. Misija Ujedinjenih naroda u Sudanu (UNMIS) osnovana je Rezolucijom 1590 Vijeća sigurnosti UN-a radi potpore njezinoj provedbi. Mirovni sporazum bio je preduvjet referenduma iz 2011. godine : rezultat je bio jednoglasnog glasa za secesiju Južnog Sudana ; regija Abyei održat će svoj referendum u budućnosti.
U Sudanske narodne oslobodilačke vojske (SPLA) bio je glavni član Istočni front, koalicija pobunjeničkih skupina koje djeluju u istočnom Sudanu. Nakon mirovnog sporazuma njihovo je mjesto zauzeto u veljači 2004. nakon spajanja većeg kongresa Hausa i Beja s manjim slobodnim lavovima Rashaida.  Mirovni sporazum između sudanske vlade i Istočnog fronta potpisan je 14. listopada 2006. u Asmari. 5. svibnja 2006. godine potpisan je Darfurski mirovni sporazum, čiji je cilj bio okončati trogodišnji sukob.  Sukob između Čada i Sudana (2005. – 2007.) Izbio je nakon Adré bitke pokrenuo je Čad objavu rata.  Vođe Sudana i Čada potpisali su u Saudijskoj Arabiji 3. svibnja 2007. sporazum o zaustavljanju borbe zbog sukoba u Darfuru koji se prolio duž granice od 1.000 kilometara (600 milja) njihovih zemalja.
U srpnju 2007. godine, zemlja je pogođena razarajućim poplavama, s više od 400.000 ljudi koji se direktno pogođeni. Od 2009. godine, niz trajnih sukoba između suparničkih nomadskih plemena u Sudanu i Južnom Sudanu uzrokovao je veliki broj civilnih žrtava.
Posljednji građanski rat je završen mirovnim sporazumom prema kojem je sudanski jug dobio veliku samoupravu i pravo da se za 6 godina izjasni o potpunoj neovisnosti. Referendum o neovisnosti se održao 9. siječnja 2011. godine.
Referendum se održavao od 9. do 15. siječnja 2011. godine. Preliminarni rezultati južnosudanske referendumske komisije od 30. siječnja 2011. kazuju da je 98% birača glasovalo za izdvajanje, dok je 1% izabralo sudansko jedinstvo.  Konačne se rezultate priopćilo 7. veljače. Rezultat je bio 98,83% glasova za izdvajanje. Predsjednik Sudana Omar al-Bašir je prihvatio rezultate i izdao republički dekret o ishodu referenduma. Južni Sudan je postao neovisnim 9. srpnja 2011.
Dana 19. prosinca 2018. počeli su masovni prosvjedi nakon odluke vlade da utrostruči cijenu robe u vrijeme kada je zemlja trpjela akutni manjak deviza i inflaciju od 70 posto.  Pored toga, predsjednik al-Bashir, koji je bio na vlasti više od 30 godina, odbio je odstupiti, što je rezultiralo konvergencijom oporbenih skupina radi formiranja ujedinjene koalicije. Vlada je uzvratila uhićenjem više od 800 oporbenih osoba i prosvjednika, što je dovelo do smrti oko 40 ljudi, prema podacima Human Rights Watcha, iako je taj broj bio mnogo veći od onog prema lokalnim i civilnim izvještajima. Protesti su se nastavili nakon svrgavanja njegove vlade 11. travnja 2019., kada je uhićen predsjednik al-Bashir i uvedena tromjesečna izvanredna situacija.  Preko 100 ljudi poginulo je početkom lipnja u sukobima demonstranata protiv demokracije i snaga državne sigurnosti, što je rezultiralo suspenzijom Sudana iz Afričke unije.  Izvještava se da su sudanski mladi ljudi pokrenuli prosvjede.  Prosvjedi su prestali kada su snage za slobodu i promjene (savez grupa koje organiziraju prosvjede) i prijelazno vojno vijeće(vladajuća vojna vlada) potpisali su politički sporazum iz srpnja 2019. i Nacrt ustavne deklaracije iz kolovoza 2019. godine.
Prijelazne institucije i postupci uključivali su stvaranje zajedničkog vojno-civilnog Vijeća za suverenitet Sudana kao šefa države, novog glavnog sudbenog suda Suda na čelu ogranka vlasti u pravosuđu, Nemat Abdullaha Khaira i novog premijera. Nova premijerka, Abdalla Hamdok, 61-godišnja ekonomistica koja je prethodno radila za Gospodarsku komisiju UN- a za Afriku, položila je zakletvu 21. kolovoza. Pokrenuo je razgovore s MMF-om i Svjetskom bankomusmjeren na stabilizaciju gospodarstva, koje je bilo u teškim situacijama zbog nestašice hrane, goriva i deviza. Hamdok je procijenio da će 10 milijardi američkih dolara tijekom dvije godine biti dovoljno za zaustavljanje panike, te rekao da je preko 70% proračuna za 2018. potrošeno na mjere vezane za građanski rat. Vlade Saudijske Arabije i Ujedinjenih Arapskih Emirata uložile su značajne svote od propadanja Bashira. 3. rujna Hamdok je imenovao 14 civilnih ministara, uključujući prvu ministricu vanjskih poslova i prvu koptsku kršćanku, također ženu.
Sudanski građanski rat od 2023. vodi se između dvije glavne suparničke frakcije vojne vlade Sudana, Sudanskih oružanih snaga (SAF) pod vodstvom Abdela Fattaha al-Burhana i paravojnih Snaga za brzu potporu (RSF) i njihovih saveznika (zajedničkim imenom Janjaweed koalicija) pod vođom Hemedtijom. Započeo je tijekom ramazana 15. travnja 2023. godine.

## Stanovništvo
Prema popisu iz 1981. broj stanovnika iznosio je 21 milijun. Zbog građanskog rata popisi od onda nisu provođeni, a prema procjenama iz 2003. Sudan je imao 38 milijuna stanovnika. Stanovništvo brzo raste u širem području glavnoga grada Kartuma (Kartum-Omdurman-Sjeverni Kartum) u kojem živi od 6–7 milijuna ljudi, uključujući i 2 milijuna izbjeglica iz područja na jugu zemlje zahvaćenih sukobima i poljoprivrednih zona pogođenih sušom.
Sudan je snažno obilježen nazočnošću dviju različitih kulturnih tradicija – arapske muslimanske na sjeveru i crnačke na jugu. Muslimana je 75% koji se sastoje od četiri skupine. Arapsko stanovništvo čini 49% stanovnika. Uz njih žive hamitski Bedzai uz crvenomorsku obalu, nilotski Nubijci oko 8% naseljavaju nilsko priobalje na sjeveru zemlje. Na zapadu su Furi 2%. Unutar svake od njih postoje stotine etničkih, plemenskih i jezičnih skupina što iznimno otežava učinkovitu međusobnu suradnju.
Veći dio zemlje zauzimaju sjeverne pokrajine u kojima se nalazi i većina urbanih središta. Stanovništvo je ondje uglavnom muslimansko, a uz arapski govore se i mnogi domaći jezici.
Na jugu i zapadu stanovništvo iz nilotske i istocno sudanske grupe Dinke 12%, Neur 5%, Azande 3%, Bari 2,5%, Shiluk 2% i Lotuko 2% pripadaju tradicionalnim domaćim vjerovanjima ili kršćanstvu. Građanski rat koji se na ovom području vodi s kraćim prekidima od stjecanja neovisnosti 1956. uzrokovao je gospodarsku i demografsku katastrofu.
Veći dio stanovništva koncentriran je u dolini Nila i njegovih pritoka. Osobito je velika gustoća naseljenosti u glavnom pamučnom području zemlje, sjevernom dijelu međuriječja Bijelog i Plavog Nila. Pustinjski predjeli na sjeveru i sjeverozapadu gotovo su nenaseljeni.
Osim aglomeracije glavnog grada veličinom se ističe i Port Sudan na obali Crvenog mora.

## Gospodarstvo
Sudansko se gospodarstvo još uvijek velikim dijelom temelji na poljoprivredi (80% zaposlenih i 40% BDP-a), ali se u posljednjih nekoliko godina bilježi rast lake industrije, a pozitivim gospodarskim trendovima doprinosi i nedavno započeta proizvodnja nafte zahvaljujući kojoj je zemlja 1999. prvi put zabilježila višak u trgovinskoj razmjeni s inozemstvom. Glavni čimbenici koji ograničavaju rast gospodarstva su česte suše i nestabilnost zbog građanskog rata.
BDP je za 2004. procijenjen na 1900 USD po stanovniku (mjereno po PPP-u).